# Maslama al-Majriti
Maslama al-Majriti (em árabe: مسلمة المجريطي), de nome completo Abū-l-Qāsim Maslama ibn Ahmad al-Faradī al-Ḥāsib al-Qurṭubī al-Majrīṭī (أبو القاسم مسلمة بن أحمد المجريطي), cujo nome significa o homem de Madrid, foi um conhecido sábio e astrônomo do Alandalus, nascido em meados do século X em Madri. Morou entre 1007 e 1008 em Córdova. Foi um dos intelectuais de maior reputação do Califado, e chegou a ser conhecido como o Euclides de Espanha. Traduziu o Planisfério de Ptolomeu.